# Borneoyuhina
Borneoyuhina (Staphida everetti) är en fågel i familjen glasögonfåglar inom ordningen tättingar.

## Utseende
Borneoyuhinan är en 14–15 cm lång tätting, den enda yuhinan på Borneo. Den är roströd på hjässa och nacke, olivgrå ovan, med gråbrun vingovansida och stjärt, den senare med breda vita spetsar på de yttre stjärtpennorna. Vidare är den vit på tygel och ögonbrynsstreck, liksom på undersidan.

## Utbredning och systematik
Fågeln förekommer i bergsskogar på norra Borneo. Den behandlas som monotypisk, det vill säga att den inte delas in i några underarter. 

### Släktskap
Yuhinorna behandlades tidigare som en del av familjen timalior, men är närmare släkt med glasögonfåglarna och förs numera till den familjen. Traditionellt placeras yuhinorna i släktet Yuhina, men DNA-studier från 2018 visar att de inte är varandras närmaste släktingar. Istället formar de tre grupper som successivt är släkt med resten av familjen glasögonfåglar. Det medför att borneoyuhina med släktingar behöver flyttas till ett nytt släkte, där Staphida har prioritet.

## Levnadssätt
Borneoyuhinan hittas i städsegrön lövskog på mellan 100 och 2800 meters höjd. Den ses vanligen i rörliga och ljudliga smågrupper med sex till tolv eller fler fåglar, ibland med andra fågelarter. Födan består av insekter, men kan också ta frön, bär och frukt, ibland även nektar.

### Häckning
Arten häckar från november till augusti, möjligen kooperativt. Det skålformade boet av mossa placeras cirka en halvmeter ovan mark på en mosstäckt slänt eller liknande. Däri lägger den en till sex ägg. Boet parasiteras ofta av gökar, som mustaschhökgök (Hierococcyx vagans).

## Status och hot
Arten har ett relativt begränsat utbredningsområde och tros minska i antal, dock inte tillräckligt kraftigt för att den ska betraktas som hotad. Internationella naturvårdsunionen IUCN listar arten som livskraftig (LC).

## Namn
Fågelns vetenskapliga artnamn hedrar Alfred Hart Everett (1848-1898), engelsk administratör i Sarawak 1872-1890, naturforskare och samlare av specimen i Filippinerna och Ostindien.